# Wagnersmühle
Wagnersmühle ist ein Gemeindeteil des Marktes Allersberg im Landkreis Roth (Mittelfranken, Bayern). Wagnersmühle liegt in der Gemarkung Brunnau.

## Lage
Die Einöde liegt, von Waldgebieten umgeben, am Brunnbach, einem rechten Zufluss der Rednitz. Die Staatsstraße 2237 führt nach Brunnau (0,7 km westlich) bzw. nach Guggenmühle (0,7 km östlich).

## Geschichte
1544 wurde der Ort erstmals urkundlich erwähnt.
Gegen Ende des 18. Jahrhunderts gab es in Wagnersmühle ein Anwesen. Das Hochgericht übte das pfalz-neuburgische Landrichteramt Allersberg aus, das Niedergericht hatte das pfalz-neuburgische Pflegamt Hilpoltstein. Das Chorstift Hilpoltstein war Grundherr des Anwesens. Es gab zu dieser Zeit eine Untertansfamilie. Von 1797 bis 1808 unterstand der Ort dem Justiz- und Kammeramt Roth.
Im Rahmen des Gemeindeedikts (frühes 19. Jahrhundert) wurde Wagnersmühle dem Steuerdistrikt Guggenmühle und der Ruralgemeinde Guggenmühle zugeordnet (1820 nach Brunnau umbenannt). Am 1. Januar 1972 erfolgte im Zuge der Gebietsreform in Bayern die Eingemeindung nach Allersberg.

### Einwohnerentwicklung
| Jahr      | 001818 | 001836 | 001861 | 001871 | 001885 | 001900 | 001925 | 001950 | 001961 | 001970 | 001987 |
| Einwohner | 15     | 16     | 17     | 14     | 16     | 8      | 12     | 14     | 9      | 6      | 11     |
| Häuser    | 1      | 2      |        |        | 3      | 2      | 2      | 2      | 2      |        | 2      |
| Quelle    | [ 12 ] | [ 13 ] | [ 14 ] | [ 15 ] | [ 16 ] | [ 17 ] | [ 18 ] | [ 19 ] | [ 20 ] | [ 21 ] | [ 1 ]  |

## Religion
Wagnersmühle ist römisch-katholisch geprägt und bis heute nach Mariä Himmelfahrt (Allersberg) gepfarrt. Die Einwohner evangelisch-lutherischer Konfession gehören zur Pfarrei Eckersmühlen.